# Campodesmus nimbanus
Campodesmus nimbanus är en mångfotingart som först beskrevs av Christoph D. Schubart 1955.  Campodesmus nimbanus ingår i släktet Campodesmus och familjen Campodesmidae. Inga underarter finns listade i Catalogue of Life.